# Trần Hoàn (nhạc sĩ)
Trần Hoàn (tên thật là Nguyễn Tăng Hích, 27 tháng 12 năm 1928 – 23 tháng 11 năm 2003) là một nhạc sĩ và chính khách người Việt Nam, với phần lớn các ca khúc thuộc dòng nhạc đỏ. Với tư cách là nhạc sĩ, ông được tặng Giải thưởng Hồ Chí Minh vào năm 2000. Là chính khách ông đã từng là Ủy viên Trung ương Đảng khóa VI, VII (1986 – 1996); Đại biểu Quốc hội khóa VIII (1986 – 1992); Bộ trưởng Bộ Thông tin; Bộ trưởng Bộ Văn hóa – Thông tin; Bộ trưởng Bộ Văn hóa – Thông tin – Thể thao và Du lịch (1987 – 1996); Phó Trưởng ban Tư tưởng – Văn hóa Trung ương; Chủ tịch Liên hiệp các Hội Văn học Nghệ thuật Việt Nam (2000 – 2003).

## Những năm đầu sự nghiệp
Ông sinh ngày 27 tháng 12 năm 1928 tại xã Hải Phong, huyện Hải Lăng (nay là xã Nam Hải Lăng), tỉnh Quảng Trị. Bố của ông là người rất yêu thích âm nhạc và sành sỏi về ca Huế, hát bội, nhạc Tây. Năm 1941, ông theo học tại Lycée Khải Định, nay là trường Quốc học Huế. Trong thời gian ở Huế, ông đã tập chơi đàn mandolin, guitar Tây Ban Nha và Hawaiene, được học nhạc và tham gia vào dàn nhạc nhà trường.
Vào năm 17 tuổi, ông tham gia cách mạng, sáng tác bài hát đầu tay là "Học sinh vui tươi", và giành được một giải thưởng âm nhạc ở Huế. Trong thời gian chiến tranh Đông Dương, ông công tác ở Đoàn Tuyên truyền Liên khu III và IV. Năm 1946, ông sáng tác ca khúc "Hồn nước" và được gửi đến Hồ Chí Minh khi đang dự Hội nghị Fontainebleau. Vào năm 1948, khi ông 20 tuổi, Trần Hoàn được kết nạp Đảng Cộng sản Việt Nam khi đang ở chiến khu Quảng Bình. Cùng năm ông sáng tác ca khúc "Sơn nữ ca" và hai năm sau ông viết "Lời người ra đi", hai ca khúc đều bị cấm lưu hành tại các vùng kháng chiến của nước này vì bị cho là "lãng mạn tiểu tư sản", tuy nhiên được hai nhạc sĩ Nguyễn Xuân Khoát và Văn Cao đánh giá cao.

## Hoạt động và sáng tác thời kỳ 1954–1975
Chiến tranh Đông Dương kết thúc, Trần Hoàn được bổ nhiệm giữ chức Giám đốc Sở Văn hóa – Thông tin Hải Phòng. Ông công tác tại Hải Phòng trong 10 năm, Trong thời kỳ công tác ở Hải Phòng, Trần Hoàn sáng tác hai nhạc phẩm "Kể chuyện người cộng sản" và "Xin mời anh chị về thăm Hải Phòng".
Cuối những năm 1960, trong chiến tranh Việt Nam, Trần Hoàn vào chiến trường Trị Thiên, lấy bút danh sáng tác là Hồ Thuận An, mang tên một cửa biển quê hương. Trong thời gian này ông sáng tác những ca khúc như "Tiếng hát trên Gio Cam giải phóng", "Lời ru trên nương". Bài hát "Lời ru trên nương" của Trần Hoàn được phổ nhạc từ bài thơ "Khúc hát ru những em bé lớn trên lưng mẹ" của nhà thơ Nguyễn Khoa Điềm sáng tác năm 1971.

## Hoạt động và sáng tác sau 1975
Sau sự kiện 30 tháng 4 năm 1975, Trần Hoàn là trưởng Ty Thông tin Văn hóa Bình Trị Thiên, sau đó làm Giám đốc Sở Văn hóa – Thông tin, Trưởng Ban Tuyên huấn và Khoa giáo Bình Trị Thiên. Vào năm 1980, khi nhà thơ Thanh Hải bị bệnh nặng, Trần Hoàn đã phổ nhạc bài thơ "Mùa xuân nho nhỏ" của nhà thơ này và lấy nhan đề "một mùa xuân nho nhỏ". Cả bài hát và bài thơ đều được đưa vào chương trình sách giáo khoa phổ thông của Việt Nam ở môn Ngữ văn lớp 9 và Âm nhạc lớp 8 thuộc Chương trình 2006. Năm 1983, ông được điều động tham gia Ban Thường vụ Thành ủy Hà Nội, giữ chức Trưởng ban Tuyên huấn kiêm Trưởng Ban Văn hóa–Văn nghệ. Từ 1986 đến 1987, Trần Hoàn là Phó Bí thư Thành ủy Hà Nội; sau đó ông giữ chức Bộ trưởng Bộ Thông tin từ năm 1987 đến năm 1990; Bộ trưởng Bộ Văn hóa Thông tin từ năm 1990 đến năm 1996. Ông là Ủy viên Ban Chấp hành Trung ương Đảng Cộng sản Việt Nam các khóa VI và VII, Đại biểu Quốc hội Việt Nam khóa VIII.
Sau khi kết thúc Đại hội VIII năm 1996, Trần Hoàn giữ chức Phó trưởng Ban Văn hóa tư tưởng Trung ương, Phó Chủ tịch rồi Chủ tịch Ủy ban toàn quốc Liên hiệp các hội văn học nghệ thuật Việt Nam; Ủy viên Hội đồng Lý luận phê bình văn học, nghệ thuật Trung ương. Vào năm 2003, trước khi mất, Trần Hoàn giữ chức Chủ tịch Hội đồng cố vấn nghệ thuật cho việc chuẩn bị tổ chức SEA Games 22 tại Việt Nam. Ông mất ngày 23 tháng 11 năm 2003 ở Hà Nội.

## Đời tư
Vào năm 1950, Trần Hoàn lập gia đình với bà Thanh Hồng, một cán bộ Hội Phụ nữ ở Việt Nam, đám cưới của hai người được cho là giống đám cưới ở các nhà thờ Thiên Chúa giáo. Ca khúc "Lời người ra đi" được Trần Hoàn sáng tác nhằm dành tặng người vợ của mình khi phải chuyển công tác. Vợ chồng ông xa cách nhau trong nhiều năm, mãi đến năm 1976 mới sum họp.
Trần Hoàn có một cháu họ là ca sĩ Tăng Duy Tân.

## Tác phẩm chính
| - "Bà Ba" - "Chàng ra đi" - "Chào mùa xuân" - "Con trâu kháng chiến" - "Đêm Hồ Gươm" - "Giữa Mạc Tư Khoa nghe câu hò Nghệ Tĩnh" - "Gửi mẹ yêu thương" - "Giận mà thương" - "Kể chuyện người cộng sản" - "Khúc hát người Hà Nội" - "Lời Bác dặn trước lúc đi xa" (1998) - "Tìm em" - "Về Đồng Lê" | - "Lời người ra đi" (1950) - "Lời ru trên nương" - "Một mùa xuân nho nhỏ" (1980; thơ Thanh Hải) - "Mùa thu Hà Nội" (1980) - "Nắng tháng Ba" (1975) - "Quảng Trị yêu thương" - "Sơn nữ ca" (1948) - "Chiều trên Gio Cam giải phóng" - "Tình ca mùa xuân" (1978; thơ Nguyễn Loan) - "Thăm bến Nhà Rồng" (1990) - "Xin mời anh chị về thăm Hải Phòng" - "Em nghĩ gì khi mùa xuân đến" - "Mời anh về Hà Tĩnh" |

## Vinh danh
- Huân chương Độc lập hạng Nhì
- Huân chương Kháng chiến hạng Nhất
- Huân chương Quyết thắng hạng Nhất, Nhì
- Huân chương Giải phóng hạng Nhất
- Huân chương Kháng chiến chống Mỹ cứu nước hạng Nhất
- Giải thưởng Hồ Chí Minh về Văn học Nghệ thuật
- Huy hiệu 50 năm tuổi Đảng Cộng sản Việt Nam

Nguồn: